# Sosyan
Sosyan (tiếng Ả Rập: حزوان) hoặc Susiyan là một ngôi làng ở phía bắc tỉnh Aleppo, tây bắc Syria. Nằm ở vùng núi Aqil, khoảng 25 kilômét (16 mi)   phía đông bắc thành phố Aleppo và 9 km (5,6 mi) về phía tây bắc của al-Bab, nó là một phần hành chính của Nahiya al-Bab của huyện al-Bab. Các địa phương lân cận bao gồm Hezwan 4 km (2,5 mi) về phía tây nam và Qubbet Elsheikh 7 km (4,3 mi) về phía đông bắc. Trong cuộc điều tra dân số năm 2004, Sosyan có dân số 1.52.